# Pål Johannessen
Pål Johannessen (* 11. Februar 1959 in Norwegen; † 17. Mai 2024 in Sandefjord) war ein norwegischer Jugendschauspieler.

## Leben
Pål Johannessen war der Sohn des norwegischen Musikproduzenten Totto Johannessen (1929–2003). Sein Filmdebüt hatte Johannessen 1966 als Kind in dem norwegischen Rassismus-Drama The African (Afrikaneren) in der Rolle als Lillebror (kleiner Bruder). Pål Johannessen wurde hauptsächlich durch seine Auftritte als Basse in den norwegischen Neuverfilmungen der Olsenbanden-Filme, der ursprünglich dänischen Olsenbande, bekannt. Die Rollennamen zu Kjells Söhnen, „Basse“ und „Birger“, wurden erst nach dem zweiten Film der norwegischen Olsenbande endgültig festgelegt. Analog zum dänischen Pedanten Børge in der dänischen Olsenbande-Verfilmungen, ist „Basse“ auch hier der Sohn von Kjell (Kjeld) und Valborg (Yvonne), der mit seiner  Gewitztheit und schneller Auffassungsgabe ein unverzichtbarer Helfer der Olsenbande bleibt. Er spielte diese Rolle in den ersten sieben norwegischen Neuverfilmungen, als Kinder- bzw. jugendlicher Darsteller und in dem letzten Film  Olsenbandens siste stikk (1999) dieser Reihe als  Erwachsener. 1992 war außerdem er in der norwegischen Komödie Ute av drift! als Produktionsassistent tätig.
Er starb am 17. Mai 2024 im Alter von 65 Jahren an den Folgen eines Herzinfarkts.

## Filmografie
- 1966: The African (Afrikaneren)
- 1969: Olsen-Banden Operasjon Egon
- 1970: Olsenbanden og Dynamitt-Harry
- 1972: Olsenbanden tar gull
- 1973: Olsenbanden og Dynamitt-Harry går amok
- 1974: Olsenbanden møter Kongen & Knekten
- 1975: Olsenbandens siste bedrifter
- 1976: Olsenbanden for full musikk
- 1992: Ute av drift! (hier nur als Produktionsassistent)
- 1999: Olsenbandens siste stikk